# Mas Oliveres (Castell d'Aro, Platja d'Aro i s'Agaró)
El Mas Oliveres és una masia de Castell d'Aro, Platja d'Aro i s'Agaró (Baix Empordà) protegida com a Bé Cultural d'Interès Local.

## Descripció
Conjunt format per masia i cabanya. La masia és una construcció de gran volum, format per dos cossos. El cos original és el que està col·locat més al sud, amb coberta a dues aigües. En el punt central de la coberta apareix una planta golfes. Les dues vessants de la coberta del cos principal no són simètriques, essent la part esta més llarga. Interiorment s'ordena amb crugies perpendiculars a la façana sud. L'ampliació de la masia original ha donat forma a un segon, també amb coberta a dues aigües, però amb el carener paral·lel a la façana sud, la de més dimensió.